# Agregación limitada por difusión

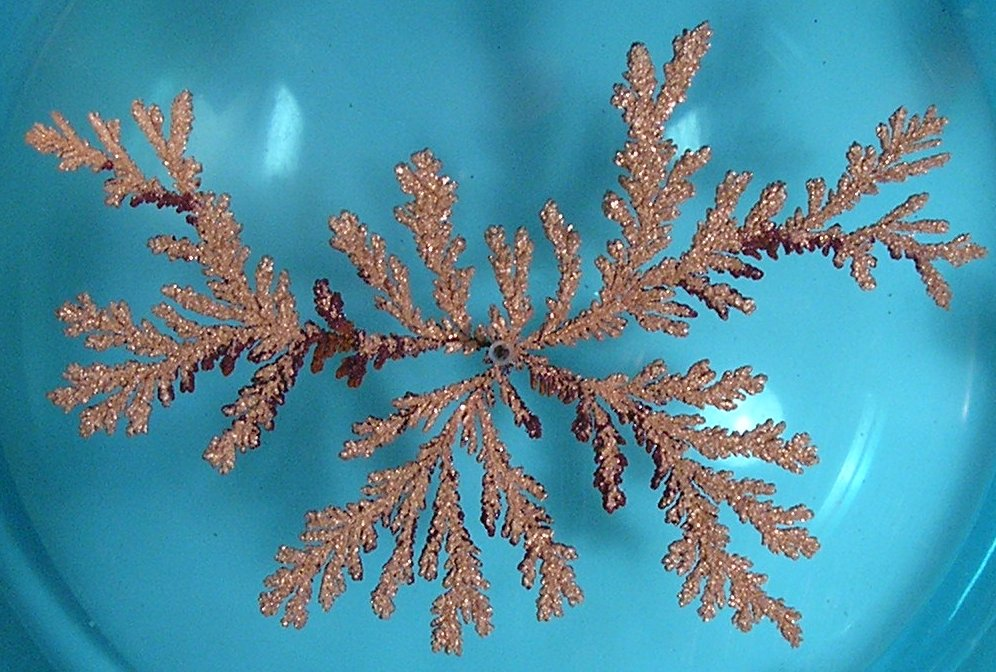
Una estructura DLA generada por electrodeposición de cobre de una solución de sulfato de cobre en una célula electrolítica

Agregación limitada por difusión (DLA, por sus siglas en inglés: Diffusion-limited aggregation) es un proceso en el cual partículas sometidas a paseo aleatorio debido al movimiento browniano se aglomeran para formar agregados de tales partículas. Esta teoría, propuesta por Witten y Sander en 1981, es aplicable a la agregación de cualquier sistema donde la difusión es el medio primario de transporte en el sistema. DLA puede ser observado en muchos otros sistemas tales como eletrodeposición, flujo de Hele-Shaw, depósitos minerales, y ruptura de dieléctrico.

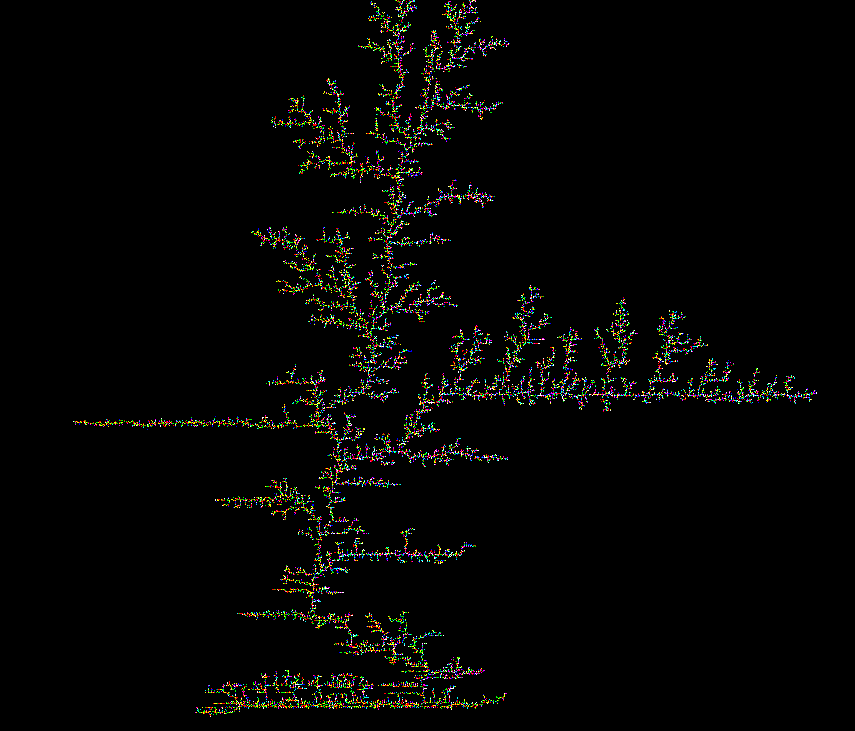
Un árbol browniano de una simulación computacional, D_{f} ~ 1,50

Las agregaciones formadas en procesos DLA se denominan árboles brownianos. Esas agrupaciones son ejemplo de un fractal. En dos dimensiones, esos fractales exhiben una dimensión de aproximadamente 1,70 por partícula libre que no están restringidas por una frontera, entretanto simulación computacional de una región restringida, irá a alterar la dimensión fractal levemente para un DLA en la misma dimensión encajante. Algunas variaciones también son observadas, dependiendo de la geometría del crecimiento, que irradie un único punto radialmente hacia fuera o de un plano o línea, por ejemplo.

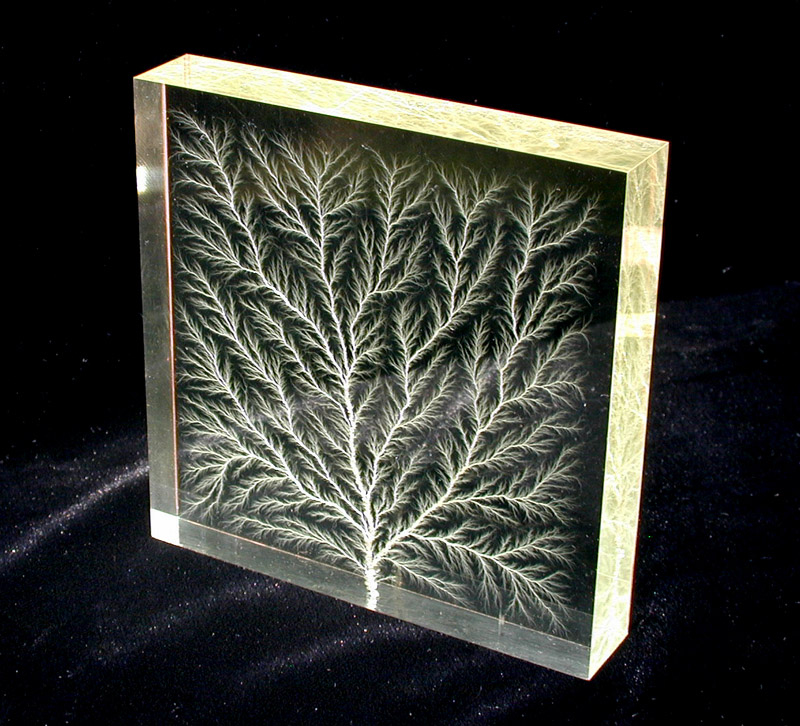
Ruptura de dielétrico debido a alta tensión cen un bloque de plexiglás genera un patrón fractal (dimensión fractal: D_{f} ~ 1,75) llamado figura de Lichtenberg. Las ramas de descarga adquieren formas capilares en los extremos, pero se cree que ello continúa a nivel molecular.

Simulación computacional de DLA es uno de los dos principales medios para estudiar este modelo. Diversos métodos se encuentran disponibles para realizar esto. Simulaciones pueden ser hechas en una región cerrada de cualquier geometría encajante. De hecho, se ha conseguido más de 8 dimensiones, o la simulación puede ser llevada a cabo a lo largo de una línea de simulación dinámica molecular, patrón donde las partículas son una partícula libre de caminar por paseo aleatorio hasta obtener un cierto tamaño crítico.